# Video montaža
Montaža je pomemben korak pri produkciji filma, televizije in spleta, pri katerem se vizualni in zvočni posnetki združijo v enega. Ker so posnetki v tem času največkrat pridobljeni v digitalni obliki, njihova obdelava poteka na računalnikih. Od načina montaže je odvisno, kakšni občutki se bodo vzbujali pri gledalcih.

## Potek
Ko so izbrani posnetki zbrani in obdelani, se jih vnese v namenski program za montažo. Tam se jih skupaj odpre kot nov projekt ter v osnovi obreže, razvrsti v zaporedje, določi prehode med njimi in jih koordinira z zvokom. Ko režiserju projekt ustreza, se jih zakodira v primeren video format, da dobi končni izdelek oz. film.

## Programska oprema
Najosnovnejši, Windows Movie Maker je priložen operacijskemu sistemu MS Windows. Precej osnoven, a zastonj, je tudi VirtualDubMod, ki omogoča rezanje in združevanje ter prekodiranje posnetkov. Polprofesionalni rabi sta namenjena Ulead VideoStudio in Pinnacle Studio, profesionalni pa Adobe Premiere, Adobe After Effects, Applov Final Cut in Sony Vegas. Za Linux sta v ospredju predvsem profesionalna Cinelerra (ki jo uporabljajo tudi profesionalni holivudski studiji) in pa Kino, ki sta oba prosto dostopna.